# Margaux Rouvroy
Margaux Rouvroy, née le 22 mars 2001 en France et ayant grandi à Croissy Beaubourg en Seine-et-Marne, est une joueuse française de tennis professionnelle. Elle est une des rares joueuses du circuit à jouer le revers à une main.
Elle a commencé le tennis en Seine-et-Marne après avoir baigné dans ce milieu notamment grâce à son père depuis l’âge de 4 ans.

## Carrière professionnelle
En mai 2023, elle crée la sensation au 1er tour de qualifications de Roland Garros en battant l'ancienne finaliste de l'édition 2020, l'Américaine Sofia Kenin.
Le 15 décembre 2024, elle remporte en double son 1er trophée au tournoi WTA 125 de Limoges, avec sa partenaire et compatriote Elsa Jacquemot.

## Palmarès

### Titre en double en WTA 125
| No | Date       | Nom et lieu du tournoi      | Catégorie | Dotation  | Surface    | Partenaire     | Finalistes                        | Score    |          |
| -- | ---------- | --------------------------- | --------- | --------- | ---------- | -------------- | --------------------------------- | -------- | -------- |
| 1  | 09-12-2024 | Open BLS de Limoges Limoges | WTA 125   | 115 000 $ | Dur (int.) | Elsa Jacquemot | Erika Andreeva Séléna Janicijevic | 6-4, 6-3 | Parcours |

## Parcours en Grand Chelem

### En simple dames
| Année | Open d'Australie | Open d'Australie | Internationaux de France | Internationaux de France | Wimbledon | Wimbledon | US Open | US Open      |
| ----- | ---------------- | ---------------- | ------------------------ | ------------------------ | --------- | --------- | ------- | ------------ |
| 2023  | —                | —                | Q2                       | Iryna Shymanovich        | —         | —         | —       | —            |
| 2024  | —                | —                | Q2                       | Julia Avdeeva            | —         | —         | Q1      | Astra Sharma |
| 2025  | —                | —                | Q2                       | Nina Stojanović          |           |           |         |              |

N.B. : à droite du résultat se trouve le nom de l'ultime adversaire.

## Classements WTA en fin de saison
| Année          | 2019 | 2020 | 2021 | 2022 | 2023 | 2024 |
| Rang en simple | 903  | 904  | 523  | 506  | 251  | 221  |
| Rang en double | 721  | 729  | 771  | 587  | 698  | 556  |

Source : (en) Classements de Margaux Rouvroy sur le site officiel de la Fédération internationale de tennis